# Name-dropping
El Name-dropping (o comprovació de nom) és la pràctica de nomenar o fer al·lusió a persones i institucions importants dins d'una conversa, història, cançó, identitat en línia, o una altra comunicació. El terme sovint connota un intent d'impressionar els altres; se sol considerar negativament i, en determinades circumstàncies, pot constituir una infracció de l'ètica professional. Quan s'utilitza com a part d'un argument lògic, pot ser un exemple de fal·làcia d' autoritat falsa.

## Propòsits
El name-dropping s'utilitza per situar-se dins d'una jerarquia social. Sovint s'usa per crear una sensació de superioritat augmentant l'estatus d'un mateix. Implicant (o afirmant directament) una connexió amb persones d'alt estatus, el name-dropper espera elevar el seu propi estat social fins a un nivell més proper al d'aquells noms dels quals creu que ha caigut, i així elevant-se a si mateix per sobre dels altres, o entre la presència que l'acompanya.
També es pot utilitzar per identificar persones amb un vincle comú. Si s'indica els noms de les persones que un coneix, hom fa conegut el seu cercle social i ofereix una oportunitat per a altres persones amb connexions similars.
Com a forma d'apel·lació a l'autoritat, el name-dropping pot ser una forma important d'argumentació informal, sempre que el nom que s'aboni sigui algú expert en el tema de l'argument i es representi amb exactitud les opinions d'aquesta persona.

## Mètodes
L'ús del primer nom pot ser efectiu, com en el cas de "Kingsley" per Kingsley Amis.
De vegades s'utilitza el name-dropping en obres de ficció per situar una història en un determinat període històric o per implicar una figura històrica en l'acció (per exemple, en un relat ambientat durant la Segona Guerra Mundial, esmentant Adolf Hitler o Winston Churchill).